# Landesjustizverwaltung
Die Landesjustizverwaltung ist die Stelle eines Bundeslandes der Bundesrepublik Deutschland, die für die Verwaltung der Justiz zuständig ist. Es ist in aller Regel das für Justiz zuständige Landesministerium oder der jeweilige für Justiz zuständige Senator. Aufgaben der Landesjustizverwaltung können auf den Präsidenten eines Oberlandesgerichts übertragen werden.
Die Landesjustizverwaltung entscheidet für die Besetzung von Richterstellen mit Richtern und ernennt diese. Sie übt die Dienstaufsicht über die Richter aus.